# アサドール・エチェバリ
アサドール・エチェバリ（バスク語: Asador Etxebarri）は、スペイン・バスク州ビスカヤ県アチョンドにあるレストラン。創業者でもあるオーナーシェフはビトル・アルギンソニス（Bittor Arginzoniz）。

## 歴史

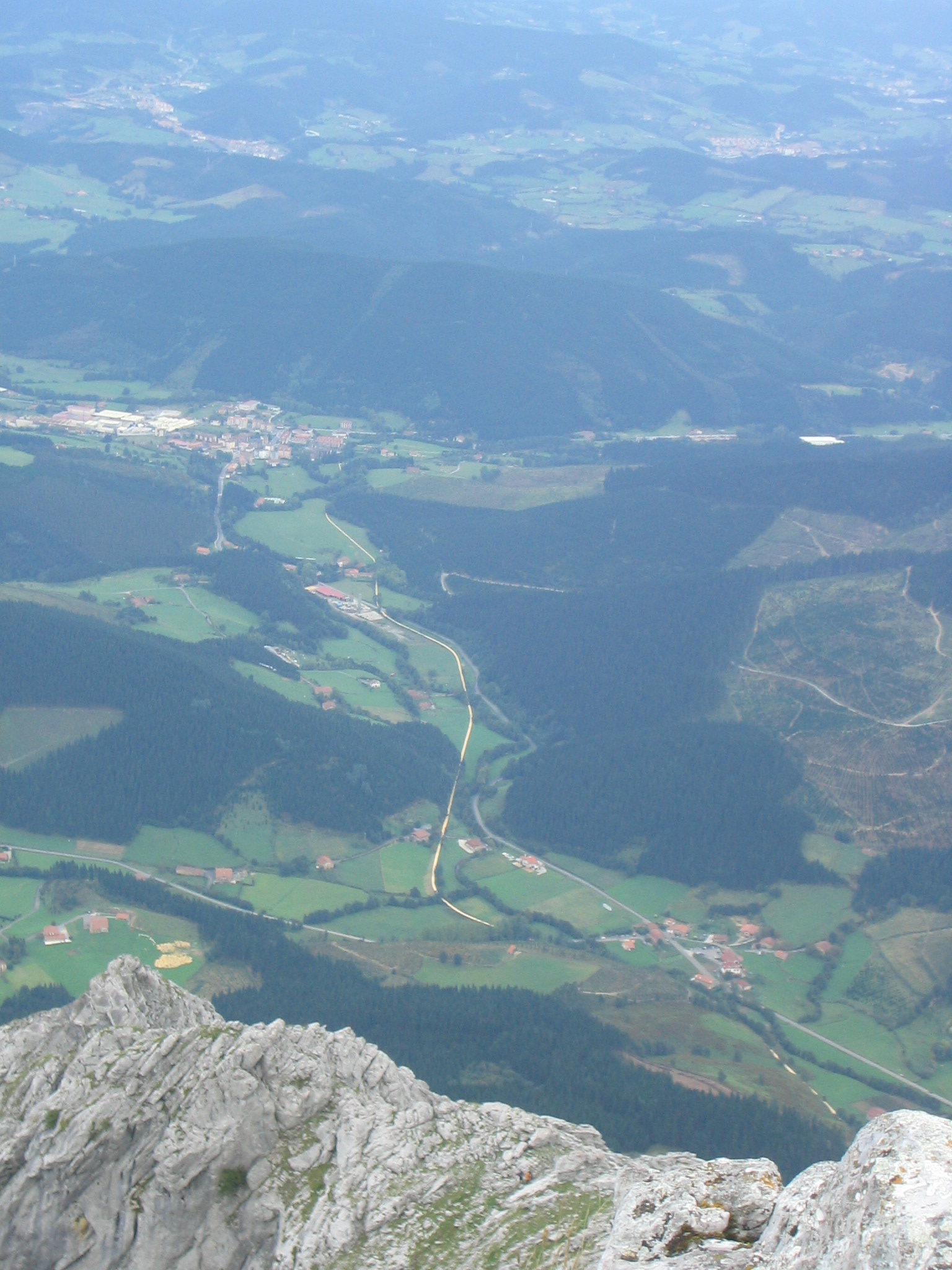
アチョンドの盆地

ビトル・アルギンソニス（ビクトル・アルギンソニス）はバスク地方のビスカヤ県アチョンドに生まれ、長年にわたって旗工場で働いていたが、やがて父やおじとともにレストランを購入し、1991年にアサドール・エチェバリを開店させた。バーベキューを愛していたアルギンソニス自身が料理を学び、手動調理を行うグリルなどであふれた調理場を設計した。

## 評価
2008年にはレストラン誌による「世界のベストレストラン50」に初登場して第44位に選ばれた。2015年には第6位、2017年は第6位、2018年は第10位、2019年は第3位、2021年は第3位に選ばれた。

### 「世界のベストレストラン50」
- 2008年 第44位
- 2009年 第39位
- 2010年
- 2011年 第34位
- 2012年 第31位
- 2013年 第44位
- 2014年 第34位
- 2015年 第6位

- 2016年 第10位
- 2017年 第6位
- 2018年 第10位
- 2019年 第3位
- 2020年 コロナ禍のため選定なし
- 2021年 第3位

## 特色
うまみにあふれたパラモスエビ、自家製のタルタルチョリソー、巨大なトマホークステーキ、デザートなどが提供される。デザートに至るまで全てのメニューには火が通されている。店内にガスによる調理器具は存在せず、すべてのメニューが薪の熾火によって調理される。
ソムリエのモハメド・ベナブダラーはかつてムガリッツで働いていた。日本人シェフの前田哲郎はメニュー開発を担当している。